# Pheidole mentita
Pheidole mentita är en myrart som beskrevs av Santschi 1914. Pheidole mentita ingår i släktet Pheidole och familjen myror.

## Underarter
Arten delas in i följande underarter:
- P. m. mentita
- P. m. pullata